# Rochefortais (région naturelle)

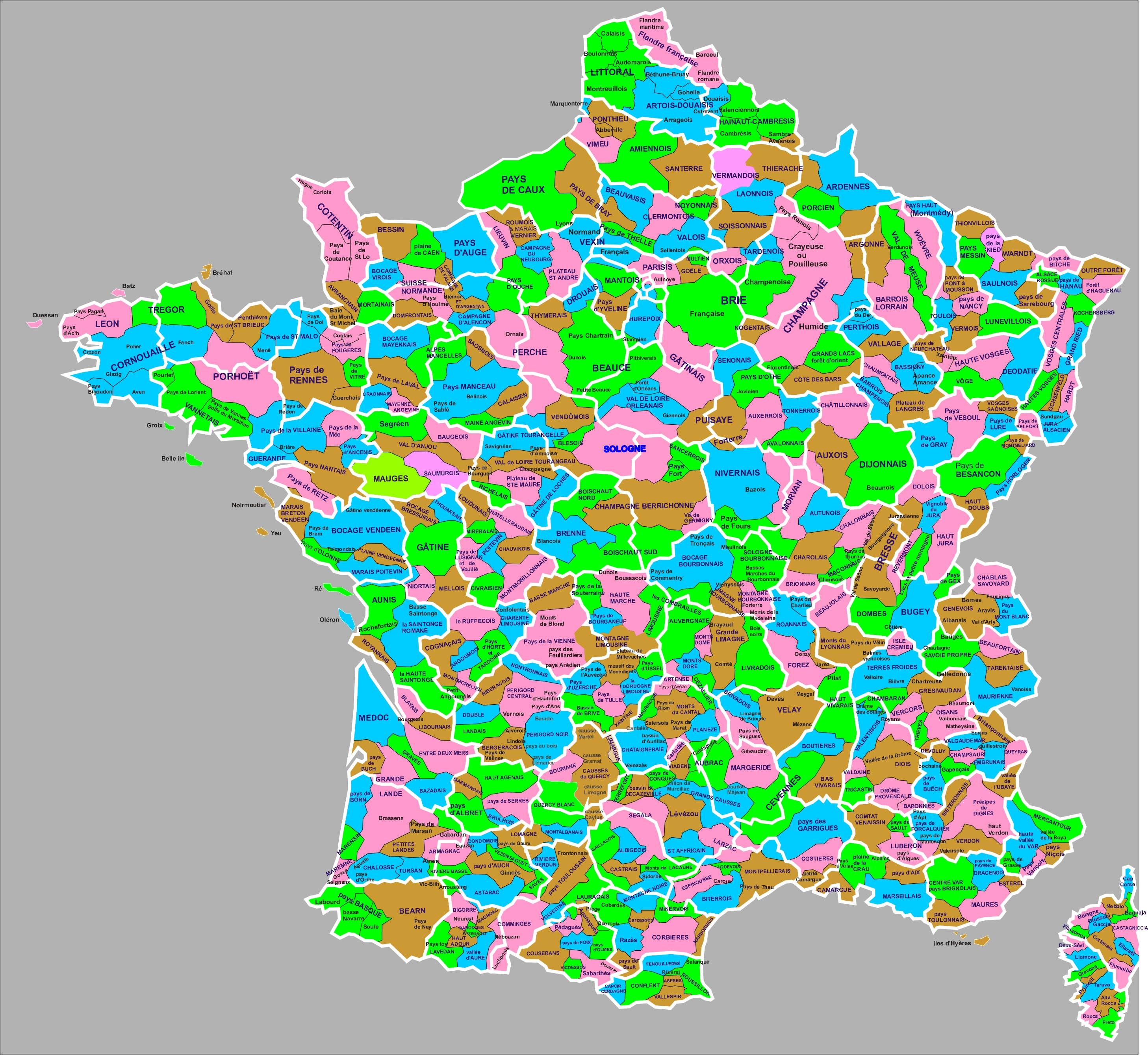
Carte des régions naturelles de France

Le Rochefortais ou Pays rochefortais est une région naturelle de France située à l'ouest du département de la Charente-Maritime, en région Nouvelle-Aquitaine. Définie par le géographe Frédéric Zégierman, elle correspond à un « pays » (au sens de terroir) mais n'a jamais eu de réalité politique ou historique avant la fin du XXe siècle.
Au cours des siècles, le territoire correspondant au « Rochefortais » appartenait au comté de Saintonge (sa partie nord et la ville de Rochefort ayant néanmoins été partie intégrante de la province d'Aunis entre le milieu du XVIIe siècle et le milieu du XVIIIe siècle, pour des raisons stratégiques, sur décision de Richelieu).
Le Rochefortais est limitrophe de l'Aunis, de la Saintonge romane et du bassin de Marennes-Oléron.

## Géographie
La grande partie nord du Pays rochefortais est occupée par le marais de Rochefort.
Le centre du correspond à l'embouchure de la embouchure de la Charente.

### Communes
- Yves
- Muron
- Genouillé
- Tonnay-Charente
- Ballon
- Rochefort
- Fouras
- Echillais
- Île-d'Aix

### Climat
La région rochefortaise bénéficie d'un climat océanique tempéré de type aquitain, marqué par un ensoleillement assez important (avec 2250 heures par an, il est comparable à celui que connaît une partie de la côte méditerranéenne). La pluviosité y est relativement faible, les précipitations ne dépassant guère les 750 à 800 millimètres en moyenne, mais avec de grandes disparités entre les saisons.
Les périodes de sécheresse ne sont pas rare, particulièrement durant les mois d'été; automne et hiver sont des saisons plus douces et humides. Le micro-climat de la presqu'île d'Arvert se singularise par ses affinités avec le climat méditerranéen, et permet l'émergence d'une végétation déjà méridionale.
Ainsi la flore se caractérise-t-elle par la présence étonnante de lauriers-roses, eucalyptus, agaves, et même les mimosas se mettent à fleurir dès le mois de janvier. Aux essences déjà méridionales du chêne vert (ou yeuse) et du cyste, s'ajoutent une forte présence de palmiers, figuiers, orangers et même oliviers. Les températures moyennes sont particulièrement clémentes, variant de +5 °C en hiver à +20 °C en été. Les gelées sont rares (environ dix jours par an).
Le vent, généralement de secteur ouest, peut souffler violemment en hiver, et occasionner d'importantes tempêtes. La tempête de janvier 1924, ou encore celle de décembre 1999, avec des rafales proches des 200 km/h, restent toutefois des exceptions. Le reste de l'année, le vent se limite à un régime de brises océaniques, lesquelles permettent de réguler les trop fortes chaleurs en été.